# Rieka Orava
Rieka Orava je chráněný areál v katastrálních územích obcí Žaškov, Dolný Kubín, Oravská Poruba, Bziny, Tvrdošín, Sedliacka Dubová, Krivá, Horná Lehota, Kraľovany, Oravský Podzámok, Párnica, Veličná, Istebné, Medzibrodie nad Oravou, Podbiel, Dlhá nad Oravou a Nižná v okrese Dolný Kubín, okrese Tvrdošín v Žilinském kraji na Slovensku. Území bylo vyhlášeno či novelizováno v roce 1997 a jeho rozloha je 441,75 hektaru. Předmětem ochrany jsou zachovalé říční ekosystémy řeky Oravy, které plní funkci nadregionálního biokoridoru s výskytem vzácných a chráněných druhů rostlin a živočichů.